# Pelle van Amersfoort
Pelle van Amersfoort (Heemskerk, 1º aprile 1996) è un calciatore olandese, attaccante dell'Al-Shahaniya.

## Carriera

### Club
Pelle van Amersfoort è un esponente delle giovanili dell'Heerenveen. Ha fatto il suo debutto in Eredivisie il 20 settembre 2014 contro il Vitesse. Ha sostituito Morten Thorsby al 66º in un pareggio per 1-1. Nel giugno 2019 dopo 93 presenze e 9 gol con l’Heerenveen firma un contratto triennale con il KS Cracovia.

### Nazionale
Nel 2013 ha segnato un gol in 3 presenze con la nazionale olandese Under-17.

## Palmarès

### Club

#### Competizioni nazionali
- Coppa di Polonia: 1

KS Cracovia: 2019-2020
- Supercoppa di Polonia: 1

KS Cracovia: 2020